# Deutscher Berufsverband für Soziale Arbeit
Der Deutsche Berufsverband für Soziale Arbeit e. V. oder kurz DBSH, wobei das H für Heilpädagogik steht, ist mit knapp 6000 Mitgliedern (Stand September 2022) der größte in Deutschland existierende Berufsverband für Soziale Arbeit und Vertretung der Sozialarbeiter und Sozialpädagogen. Der DBSH ist eine Organisation auf Bundesebene mit Sitz in Berlin. 

## Überblick
Knapp 6000 Diplom-Sozialpädagogen und Diplom-Sozialarbeiter (nach der Bolognareform Sozialpädagogen/Sozialarbeiter B.A. bzw. M.A.) sind Mitglied im Deutschen Berufsverband für Soziale Arbeit (DBSH). Der DBSH steht jedoch auch Diplom-Heilpädagogen, Erziehern, Supervisoren, Heilerziehungspflegern und Diplom-Pädagogen offen. Er ist gleichzeitig Berufsverband und Gewerkschaft, setzt sich aktiv für die Professionalisierung der Sozialen Arbeit ein, versucht Einfluss auf die gesellschaftliche Entwicklung zu nehmen und unterstützt seine Mitglieder in Fragen des Arbeitsrechts und bei Arbeitskampfmaßnahmen.
Der Berufsverband unterhält als eigenes Fortbildungsinstitut das DBSH-Institut. Zweck des Institutes ist die Förderung der Sozialen Arbeit in Professionalisierung, Wissenschaft, Lehre, Politik und Praxis. Weiterhin erlässt der DBSH Positionspapiere zu Ethikrichtlinien professioneller Sozialer Arbeit und publiziert u. a. zu den Themen Grundlagen, Schlüsselkompetenzen und (Hochschul-)Ausbildung in Sozialer Arbeit. Der DBSH vergibt gemeinsam mit dem Fachbereichstag Soziale Arbeit (FBTS) den jährlichen Förderpreis für herausragende Abschlussarbeiten auf dem Gebiet der Sozialen Arbeit und der Heilpädagogik. Daneben veranstaltet er regelmäßig Fachtagungen und Kongresse.

## Partnerschaften, Mitgliedschaften und Kooperationen
Der DBSH ist Mitglied und eine von mehr als 50 Trägerorganisationen der International Federation of Social Workers (IFSW). Weiterhin ist der DBSH Mitgliedsgewerkschaft der dbb tarifunion, innerhalb derer er an Tarifverhandlungen mitwirkt. Als Gewerkschaft hat der DBSH eine Kommission gegründet (Bundestarifkommission (BTK)), in der die Landestarif- und Rechtsschutzbeauftragten des Berufsverbandes entsprechend der Satzung zusammengeschlossen sind. Die BTK übernimmt neben der gewerkschaftlichen Vertretung des DBSH die Dienstleistung im Rahmen der Rechtsschutzordnung des DBSH für dessen Mitglieder.
Der DBSH hat mehrere kooperative Mitglieder, die auch stimmberechtigte Mitglieder im erweiterten Bundesvorstand sind. Kooperative Mitglieder sind ebenfalls aus dem Arbeitsfeld der Sozialen Arbeit entstanden und bringen ihre Perspektiven mit ein, so zum Beispiel die Bundesarbeitsgemeinschaft Streetwork/Mobile Jugendarbeit e. V. oder die Deutsche Gesellschaft für Systemische Soziale Arbeit (DGSSA).
Darüber hinaus kooperiert der DBSH mit verschiedenen Fachverbänden und -gesellschaften wie der Deutschen Vereinigung für Soziale Arbeit im Gesundheitswesen (DVSG), dem Berufs- und Fachverband Heilpädagogik (BHP), der Systemischen Gesellschaft (SG) und der Deutschen Gesellschaft für Soziale Arbeit (DGSA).

## Geschichte
Der DBSH gründete sich im Jahr 1993 aus dem Zusammenschluss der beiden vorher existierenden Berufsverbände DBS (Deutscher Berufsverband der Sozialarbeiter) und BSH (Berufsverband der Sozialarbeiter/Sozialpädagogen, Heilpädagogen - Vereinigte Vertretung sozialpädagogischer Berufe - e. V.). Der DBS reicht zurück in das Jahr 1916, in dem er als DVS (Deutscher Verband der Sozialbeamtinnen) gegründet wurde. Der BSH entstand 1978 aus vorher existierenden Verbänden und Vereinen, die teilweise ebenfalls in die Zeit vor dem Zweiten Weltkrieg zurückreichen. Vor diesem Zusammenschluss zu einem deutschen Einheitsverband war nur der DBS seit 1956 Mitglied in der Internationalen Vereinigung der Sozialarbeiter (International Federation of Social Workers – IFSW). Nach Verhandlungen zwischen dem DBS und BSH waren beide Verbände seit 1990 durch eine Arbeitsgemeinschaft (DARGE) zum Zwecke der internationalen Vertretung in der IFSW vertreten und aktiv.
Erste Vorstandsvorsitzende des DBSH von 1994 bis 2007 Hille Gosejacob-Rolf (Ehrenvorsitzende des DBSH seit 2007). Bis 2009 war der Sitz des DBSH, zuvor Berufsverband der Sozialarbeiter und -pädagogen, in Essen.

## Organisationsstruktur

### Organe und Gliederung
Der DBSH ist eine Organisation auf Bundesebene. In den jeweiligen Bundesländern gibt es Ansprechpartner sowie Landes- und Bezirksverbände. Die fachliche Zusammenarbeit erfolgt über Funktionsbereiche (siehe unten). 
Der DBSH enthält laut Satzung folgende Organe:
- Die Bundesdelegiertenversammlung (BDV) als höchstes Organ bestimmt Ziele und Aufgaben des Verbandes. Stimmberechtigte Mitglieder in der BDV sind Delegierte, welche von den Mitgliedern der jeweiligen Landesverbände gewählt werden.[8]

- Der Erweiterte Bundesvorstand (EBV) ist gemäß Satzung dafür zuständig, die Beschlüsse der Bundesdelegiertenversammlung umzusetzen. Ihm gehören an: die Mitglieder des Geschäftsführenden Vorstands, die Vorsitzenden bzw. Sprecher der Landesverbände, die Sprecher der Funktionsbereiche, der Vertretungen sowie der Bundestarifkommission. Darüber hinaus können weitere Mitglieder zur Erfüllung besonderer Aufgaben berufen werden. Korporative Mitglieder entsenden jeweils einen stimmberechtigten Vertreter.[8]

- Der Geschäftsführende Vorstand (GfV) ist für die Umsetzung der Beschlüsse der Bundesmitgliederversammlung sowie des Erweiterten Bundesvorstands verantwortlich und übernimmt die laufenden Geschäfte des DBSH. Zu seinen Aufgaben gehören insbesondere bereichsübergreifende Themen wie Berufspolitik und Berufsethik. Der GfV setzt sich aus bis zu sieben Personen zusammen: dem ersten und zweiten Vorsitzenden, mindestens einem und maximal vier Beisitzern sowie dem Sprecher des Jungen DBSH.[8] Der Geschäftsführende Vorstand des DBSH arbeitet ehrenamtlich.
- Die Bundestarifkommission (BTK) ist für die Umsetzung der Beschlüsse der Bundesdelegiertenversammlung im Bereich der gewerkschaftlichen Vertretung und Mitbestimmung zuständig. Die genauen Regelungen sind in der Geschäftsordnung der BTK festgelegt. Mitglieder der BTK sind die Vorsitzenden des DBSH, die Vorsitzenden der Landesverbände oder von diesen benannte Beauftragte sowie die Sprecher der Vertretungen.[8]

### Funktionsbereiche und Statusgruppen
Der DBSH bildet thematische Funktionsbereiche für die Erfüllung von Aufgaben, in denen sich die Mitglieder organisieren. Diese sind: 
- Funktionsbereich Armut
- Funktionsbereich Gesundheit
- Funktionsbereich Internationale Zusammenarbeit
- Funktionsbereich Kinder- und Jugendhilfe mit den Fachbereichen Allgemeiner Sozialer Dienst / Pflegekinderdienst, Kita-Sozialarbeit, Schulsozialarbeit und Traumapädagogik
- Funktionsbereich Queer und Diversity
- Funktionsbereich Werteorientierte Soziale Arbeit mit dem Fachbereich Humanismus und der Arbeitsgemeinschaft Christliche Sozialarbeit

Zudem werden verschiedene Statusgruppen vertreten:
- Junger DBSH: Der Junge DBSH ist die Nachwuchsorganisation des DBSH für Mitglieder bis zum Alter von 35 Jahren und zählt derzeit rund 2.000 Mitglieder.[10] Er versteht sich als offener Zusammenschluss junger Fachkräfte und Studierender, die sich insbesondere mit den Themen Studium, Hochschularbeit und Berufseinstieg auseinandersetzen. Der Junge DBSH ist sowohl in Gremien des DBSH, wie dem Geschäftsführenden Vorstand und der Bundestarifkommission, als auch im Dachverband dbb Jugend vertreten.[10]
- Frauen*-DBSH: Die Frauenvertretung im DBSH setzt sich für die Belange von Frauen und anderen marginalisierten Geschlechtern in der Sozialen Arbeit ein. Sie versteht sich als queer-feministisch und intersektional und vertritt die Interessen weiblich sozialisierter Mitglieder sowie von Berufseinsteigerinnen und Klientinnen.[11]
- Senior*innen-DBSH: Der Senior*innen-DBSH ist der Zusammenschluss aller DBSH-Mitglieder ab 60 Jahren in Ruhestand oder Altersteilzeit. Senioren engagieren sich hier berufspolitisch, bringen ihre Erfahrung ein und setzen sich dafür ein, dass das Thema Alter stärker in der Sozialen Arbeit berücksichtigt wird.[12]

## Fachzeitschrift
Publikationsorgan des DBSH ist die vierteljährlich erscheinende Zeitschrift ForumSOZIAL. Sie ist mit einer Auflage von 7000 Exemplaren (Stand 02/2023) eine der auflagenstärksten Fachzeitschriften für Soziale Arbeit in Deutschland und damit die Zeitschrift, die die meisten Praktiker in der Sozialen Arbeit direkt erreicht. Die Redaktion unterliegt Wilfried Nodes.

## Berufsregister für Soziale Arbeit
Seit 2002 betreibt der DBSH das Berufsregister für Soziale Arbeit (BSA). Der Verband sieht das Berufsregister als "Beitrag des DBSH zur Qualitätssicherung" in der Sozialen Arbeit. Eine Registrierung im Berufsregister für Soziale Arbeit ist grundsätzlich freiwillig und setzt als Mindestqualifikation einen (Fach-)Hochschulabschluss voraus, der für eine Tätigkeit in den Feldern der Sozialen Arbeit befähigt. Mit der Registrierung im Berufsregister ist die Verpflichtung verbunden, mindestens alle fünf Jahre Nachweise zu regelmäßig besuchten beruflichen Weiterbildungen zu erbringen. Die Idee des Berufsregisters ist nicht neu und in ähnlicher Form auch in anderen Nationen vorhanden (siehe USA oder Niederlande). Dort qualifiziert ein solches Register graduierte Sozialarbeiter zusätzlich nach dem Studium, damit diese in der Praxis tätig werden können. Registrierte (Fach-)Sozialarbeiter weisen in diesen Ländern ihren Klienten und Kunden damit nach, dass sie ihre persönliche und berufliche Kompetenz ständig erweitern, um die bestmögliche Leistung mit den, und für die Adressaten zu erbringen. Das deutsche Berufsregister des DBSH verleiht den Titelzusatz rBSA – registriert im Berufsregister für Soziale Arbeit – wenn Sozialarbeiter und Sozialpädagogen sich registrieren lassen.